# Maigret felügyelő
Maigret felügyelő (Jules Maigret, teljes nevén Jules Amédée François Maigret vagy Jules Joseph Anselme Maigret) Georges Simenon belga krimiíró műveinek leghíresebb, legnépszerűbb, képzeletbeli címszereplője. Magyarul leginkább felügyelőként emlegetik, bár a róla szóló művek legnagyobb részében már valójában a párizsi bűnügyi rendőrség főfelügyelője (commissaire). Simenon 75 regényében és 28 novellájában szerepel.
A Maigret ritka név Franciaországban. Körülbelül a magyar Vékony családnévnek felel meg ami érdekes ellentétben áll robusztus, izmos termetével.
Kedvenc étele a borjúpaprikás. Szereti a jó borokat és a szeszes italokat általában, kivéve pezsgőt. De mindig módjával él velük. Viszont szenvedélyes dohányos. Rengeteget pipázik. Jellegzetes kalapján kívül ez a másik fő ismertetőjegye.

## Élete
1887-ben született az Allier megyei Saint-Fiacre-ban, vagyis az 1930-as évek legelején megjelent első regényekben már elmúlt negyven éves, az utolsó történetekben hatvan körüli, holott 1972-ben valójában már túl lenne a nyolcvanon is. De ez az olvasók számára egyáltalán nem feltűnő következetlenség legfeljebb meglepő ha utánagonolnak a regényekben ritkán felmerülő életrajzi adatoknak.
Maigret kispolgári származású, de mentes mindazoktól a negatív tulajdonságoktól, amiket hagyományosan ennek a társadalmi rétegnek a képviselőivel kapcsolatban emlegetni szoktak. Nyoma sincs benne például a rangkórságnak. Nem is meghunyászkodó a felsőbbséggel, de nem is frusztrált lázadozó. Indokolt esetben lelkifurdalás nélkül helyezkedik szembe feljebbvalói utasításaival.
Közúti rendőrként kezdte gyakornok korában.
Munkája során sűrűn hagyatkozik megérzéseire, ám ezeket nyilván hatalmas szakmai és élettapasztalatára alapozza. Néha kifejezetten ravasz trükkel csalja csapdába a bűnözőket, de eredményeinek többsége a szívós és kitartó rutinmunka eredménye. Simenon ezt színesíti érdekes helyzetekkel, helyszínekkel és szereplőkkel.
Emberséges és együttérző. Gyakran még a bűnözőkkel is, de az áldozatokkal, szegényekkel, lecsúszott emberekkel mindig és mindenképpen. Látszólag közömbösen veszi tudomásul az élet árnyoldalait, a bűnözést, az erkölcstelnséget. Rendíthetlennek látszó türelmét csak ritkán, aljas vagy kifejezetten gonosz megnyilvánulások láttán veszíti el.
Gazdálkodó őseitől örökölhette tiszteletet parancsoló termetét, bár apja már de Saint-Fiacre gróf birtokán volt intéző. Gyerekkorában a gróf és a grófné segítette taníttatását. Tőlük kapott ajándékba biciklit, könyveket.
Feleségével, Louise-al csendes kispolgári életet élnek Párizs egy elfogadható negyedében egy bérházban, holott Maigret mint vezető beosztású állami hivatalnok nyilván valamivel fényűzöbb életvitelt is megengedhetne magának. Még cselédet sem tartanak. Madame Maigret végzi a ház körüli munkákat, bevásárol, főz a férjének. Csendes beletörödéssel veszi tudomásul ha férje munkája miatt késik, s ezért kihűl a vacsora vagy ha éjszaka csöng a telefon. Egyetlen leányuk pár nappal a születése után halt meg.

## Munkatársai

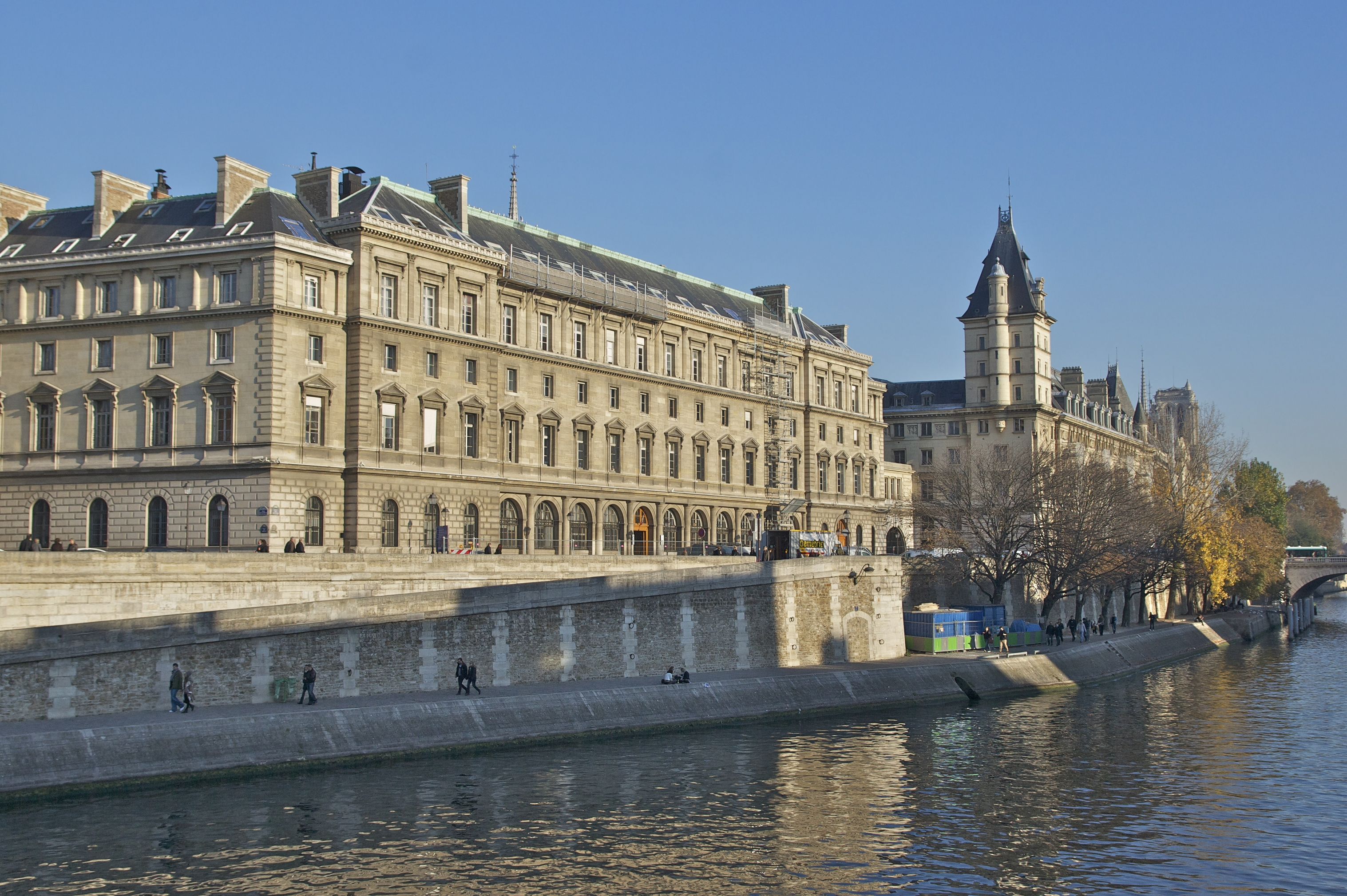
Az Orfèvres rakpart 36. (Quai des Orfèvres)

Irodája a francia rendőrség központjában, a párizsi Igazságügyi Palota, az Orfèvres rakpart 36. sz. (Quai des Orfèvres)
Leggyakrabban megjelenő közvetlen munkatársai Lukas, Janvier, Torrence, Lapointe, Lognon, akiknek munkájában feltétlenül megbízik. Munkatársai a szakmai, rangbéli és már életkori különbségekre tekintettel is tisztelik, de tartózkodnak ennek feltűnő megnyilvánulásaitól. Nyilván ezzel a puritán Maigret neheztelését váltanák ki. Az viszont feltűnő, hogy a bűnözőket ő is és munkatársai is tegezik.
Néha feltűnik Paul Lachenal, Maigret unokaöccse, aki szintén nyomozó a rendőrségen, de vidéken él és gyakran helyezik át különféle kisvárosokba. (A regényekben Philippe Lauer??)
Általában kevésbé harmónikus a munkakapcsolata Cormeliau vizsgálóbíróval.

## Híres megformálói

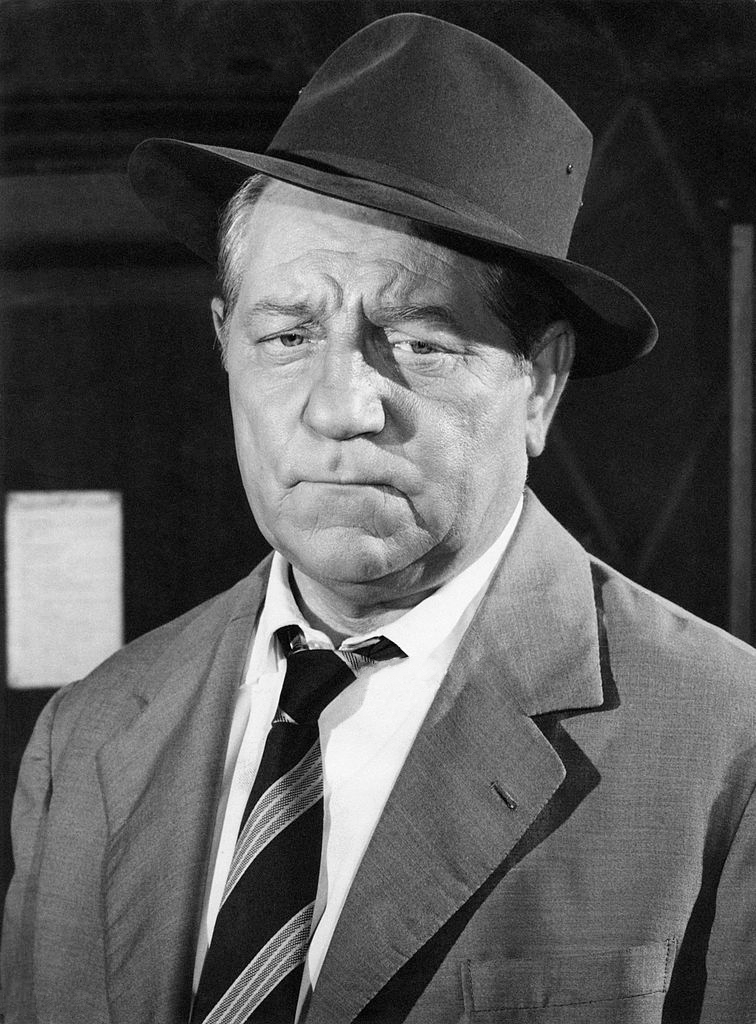
Jean Gabin mint Maigret felügyelő (1958)

Jean Gabin három mozifilmben alakította. Hazai népszerűségét Rupert Davies alakítása növelte tovább. A másik brit tévéfilmsorozatban, amelyben Michael Gambon alakította a felügyelőt, némileg zavaróan hatottak a jól ismert budapesti forgatási helyszínek és a magyar színészek.
Érdekes színfolt volt Rowan Atkinson alakítása, akit a magyar közönség elsősorban komikus szinészként ismert meg, mégis hitelesen alakította Maigret felügyelőt is.
Televíziós sorozatok
- Maigret, 1960–1963 között sugárzott brit tévésorozat, címszereplő Rupert Davies.
- Maigret felügyelő nyomoz (Les enquêtes du commissaire Maigret), 1967–1990 között sugárzott francia tévésorozat, címszereplő Jean Richard.
- Maigret, 1991–2005 között sugárzott francia-cseh televíziós sorozat, címszereplő Bruno Cremer.
- Maigret, 1992–1993 között sugárzott brit–magyar televíziós sorozat, címszereplő Michael Gambon.
- Maigret, 2016-tól sugárzott brit televíziós sorozat, címszereplő Rowan Atkinson.